# Darrtown (Ohio)
Darrtown é um lugar designado pelo censo localizado no condado de Butler no estado estadounidense de Ohio. No Censo de 2010 tinha uma população de 516 habitantes e uma densidade populacional de 84,56 pessoas por km².

## Geografia
Darrtown encontra-se localizado nas coordenadas 39° 29′ 51″ N, 84° 40′ 09″ O. Segundo a Departamento do Censo dos Estados Unidos, Darrtown tem uma superfície total de 6.1 km², da qual 6.1 km² correspondem a terra firme e (0%) 0 km² é água.

## Demografia
Segundo o censo de 2010, tinha 516 pessoas residindo em Darrtown. A densidade populacional era de 84,56 hab./km². Dos 516 habitantes, Darrtown estava composto pelo 98.45% brancos, o 0.39% eram afroamericanos, o 0.39% eram amerindios, o 0% eram asiáticos, o 0% eram insulares do Pacífico, o 0% eram de outras raças e o 0.78% pertenciam a duas ou mais raças. Do total da população o 0.39% eram hispanos ou latinos de qualquer raça.